# チノ・パンツ

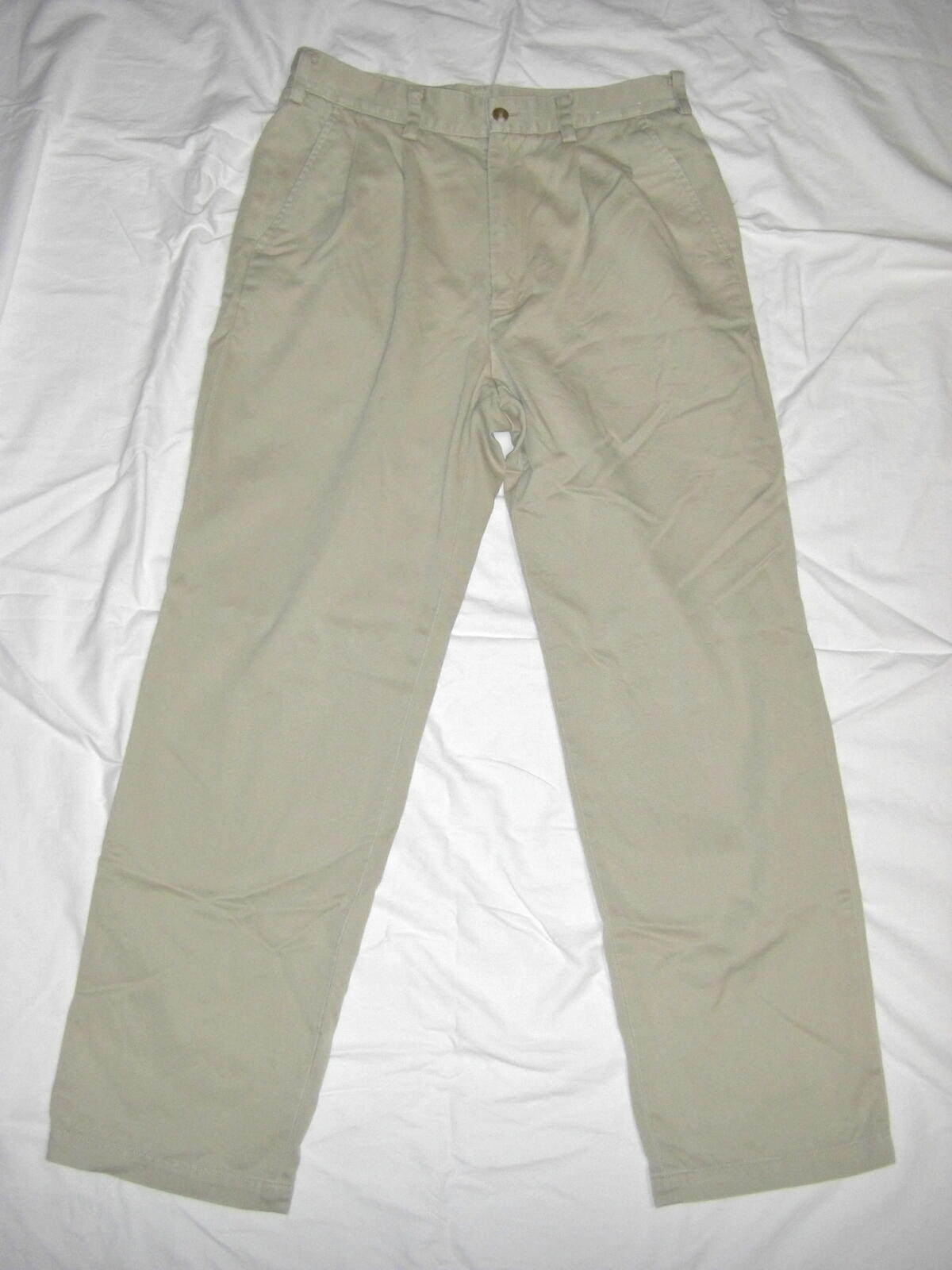
チノ・パンツ

チノ・パンツとは、「チノ・クロス」と呼ばれる綿やポリエステル（まれに麻）の生地を用いて縫製されたズボンの一種である。略称は「チノパン」「チノ」。
チノ・クロスは綿のツイル生地で、元々は19世紀中頃にイギリスやフランスの軍隊の制服に使われた生地である。作業着にも使われていることが多い。デニムと同じく右綾と左綾があり、右綾はウエストポイントと呼ばれることがある。防水加工が施されているものもある。なお、チノ・パンツの呼称は和製英語であり、英語圏では「チノーズ」と呼称されている。

## 起源
チノ・パンツは主にカーキ色、茶色またはそれに類する色のものが多い。これはチノ・パンツの起源といわれているイギリス陸軍のズボンに由来する。イギリス陸軍のズボンは元々白であったが、汚れやすく敵からとても目立った。そのため、インドに駐屯していた士官が土色に染めさせた。それが制式な軍服の生地として採用され、定着した。

## 呼称の由来
チノ・クロスというの呼び名の由来は諸説ある。
1. 第一次世界大戦中の1900年代、フィリピンに駐在していたアメリカ陸軍が軍服に使うため、イギリス軍で使われていたカーキ色（黄褐色のカーキ）の生地を「China（中国）」を経由して輸入したからという説[1][2]。
2. スペイン語で中国人という意味の「Chino」から来ているという説。フィリピンでは戦争後これらの服装を着たのは中国人農民 (Camisa de chino) であり、名前の由来となったとも言われる。
3. 「焼いた」という意味を指すスペイン語の南米方言の「chino」[3]という言葉からできたという説。